# Reste avec nous, on s'tire
Série La Flic
La Flic à la police des mœurs
(1979)
Pour plus de détails, voir Fiche technique et Distribution.
Reste avec nous, on s'tire, également connu sous le titre Le con et la flic arrivent à New York (La poliziotta a New York) est un film italien réalisé par Michele Massimo Tarantini et sorti en 1981.
C'est le quatrième et dernier épisode de la tétralogie de La Flic (La poliziotta).

## Synopsis
Mac Caron, un policier new-yorkais stupide et incompétent, veut piéger deux gangs de trafiquants de drogue qui se battent entre eux. Pour l'aider, il fait venir d'Italie Gianna Amicucci et l'agent Tarallo. Les deux remplacent, respectivement, la femme et le garde du corps du patron Big John,  doubles parfaits des deux premiers. Finalement, après plusieurs poursuites, malentendus et bagarres, ils résolvent l'affaire.

## Fiche technique
- Titre original : La poliziotta a New York
- Titre français : Reste avec nous, on s'tire ou Le con et la flic arrivent à New York[2]
- Réalisateur : Michele Massimo Tarantini
- Scénario : Alberto Silvestri, Franco Verucci
- Producteur : Luciano Martino
- Musique : Berto Pisano
- Pays d'origine :  Italie
- Durée : 113 minute

## Distribution
- Jacques Stany : Le commissaire
- Aldo Maccione : Big John
- Edwige Fenech : Gianna Amicucci / Pupa
- Alvaro Vitali : Alvaro Tarallo / Joe Dodiciomicidi
- Renzo Montagnani : Maccarone
- Giacomo Rizzo : le Turc
- Ennio Antonelli : l'amant de Gianna [3].